# Anne-Marie Albiach
Anne-Marie Albiach (* 9. August 1937 in Saint-Nazaire, Pays de la Loire; † 4. November 2012) war eine französische Poetin und Übersetzerin.

## Leben
Anne-Marie Albiachs Poesie ist unter anderem charakterisiert durch eine erfinderische Nutzung von Leerräumen auf gedruckten Seiten. Gemeinsam mit Claude Royet-Journoud und Michel Couturier gab sie das Magazin Siècle à mains heraus, in dem sie als erstes ihre Übersetzung von Louis Zukofskys „A-9“ veröffentlichte.
In den letzten Lebensjahren arbeitete Albiach in Frankreich mit den Dichtern Claude Royet-Journoud und Emmanuel Hocquard. Sie alle werden gelegentlich von den US-amerikanischen Dichtern Keith Waldrop und Rosmarie Waldrop übersetzt und in deren kleinem Verlag Burning Deck veröffentlicht.

## Schriften
- État. 1971.
  - englische Übersetzung:  Keith Waldrop. Awede Press, Windsor, VT 1989, ISBN 0-942433-13-0.
- Mezza Voce (1984)
  - englische Übersetzung: Joseph Simas, Anthony Barnett, Lydia Davis, Douglas Oliver. Post-Apollo Press, Sausalito, CA 1988, ISBN 0-942996-11-9.
- Anawratha. 1984.
- Figure Vocative. 1985.
  - englische Übersetzung: Vocative Figure. übers. Anthony Barnett.  Joseph Simas. Allardyce Books, 1992, ISBN 0-907954-18-9.
- Le chemin de l’hermitage. 1986.
- A Geometry.
  - englische Übersetzung: Keith & Rosmarie Waldrop. Burning Deck, Providence, RI 1998, ISBN 1-886224-31-5.
- A Discursive, Space: Interviews with Jean Daive. Übers. Norma Cole. Duration Press, 1999.
- Two Poems: Flammigère & the Line .. the Loss.
  - englische Übersetzung: Peter Riley. Shearsman Books, 2004.
- Figurations de l’image.
  - englische Übersetzung: Keith Waldrop: Figured Image. Post-Apollo Press, 2006, ISBN 978-0-942996-59-3.